# Nordland
Nordland là một hạt của Na Uy. Hạt này có diện tích là 38.456 km², dân số thời điểm 1/1/2016 là 243.335 người. Chính quyền hạt đóng ở thành phố Bodø, giáp biên giới với các hạt Västerbotten và Jämtland của Thụy Điển.

## Các khu vực

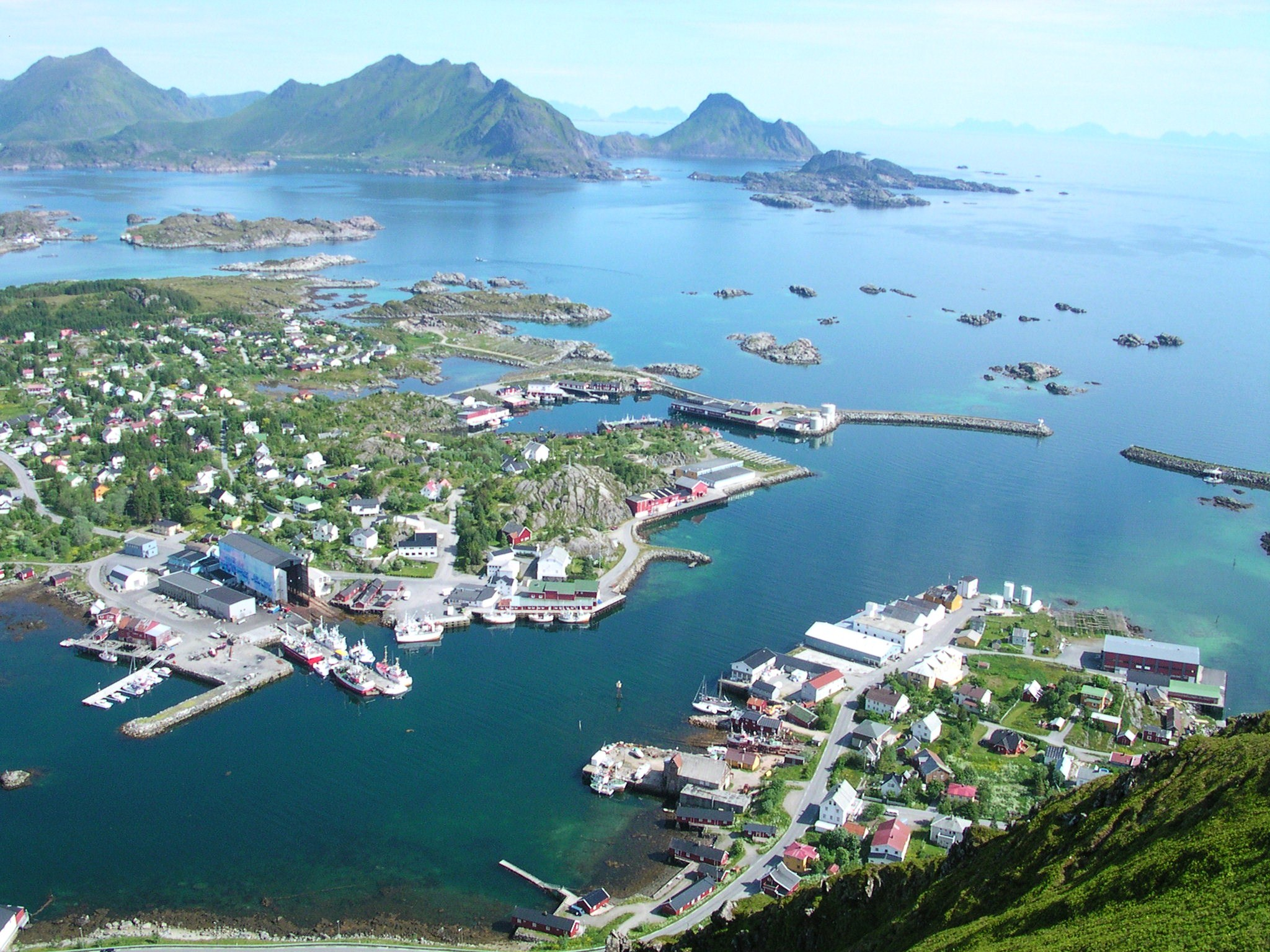
Ballstad ở Lofoten

Hạt được chia thành các khu vực truyền thống gồm Helgeland ở phía nam (phía nam của Vòng Bắc Cực), Salten ở trung tâm, và Ofoten ở phía đông bắc. Ở phía tây bắc là quần đảo Lofoten và Vesterålen.

## Địa lý

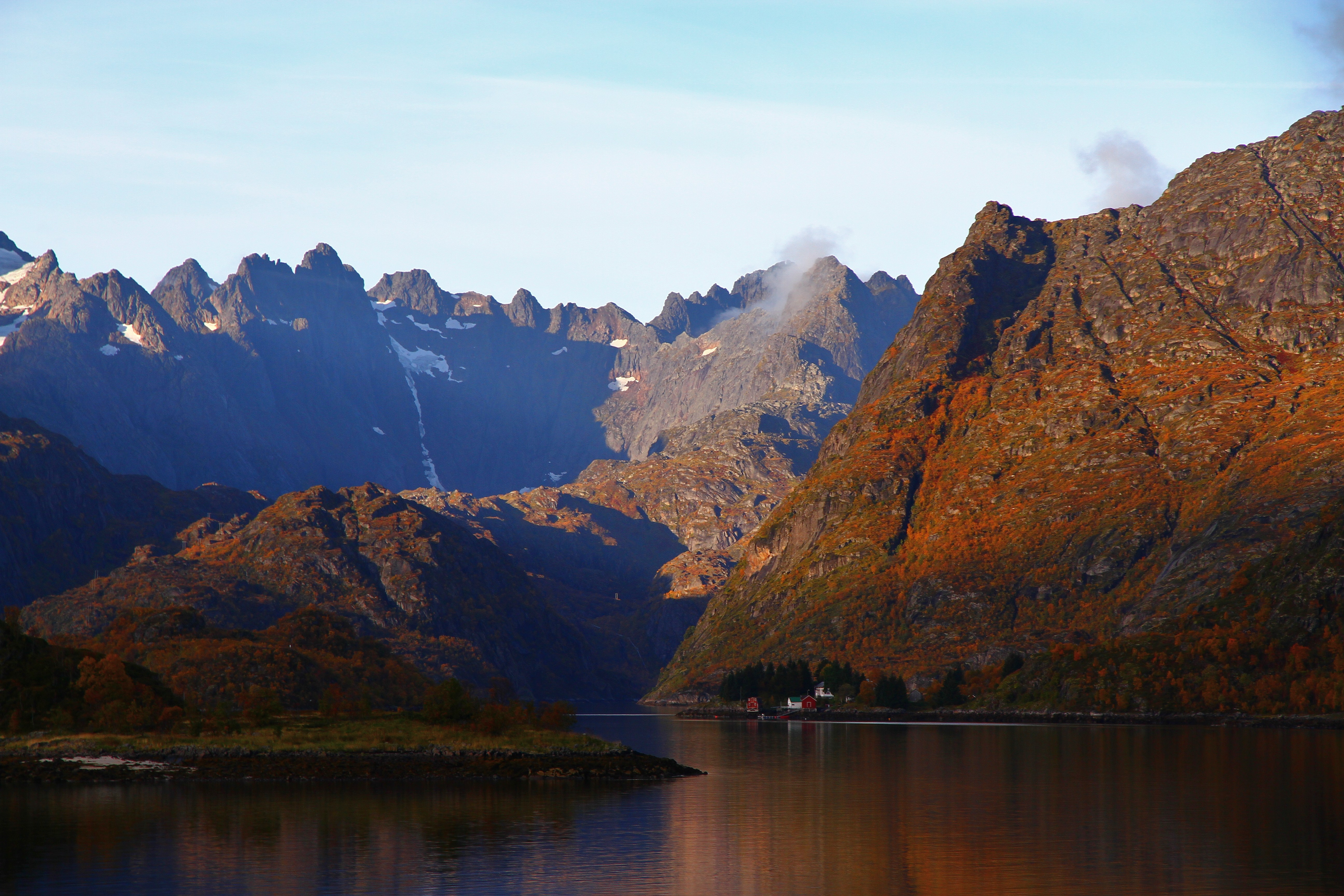
Mùa Thu gần Trollfjord ở Hadsel. Nordland là nơi có vô số các vịnh hẹp và nhánh vịnh hẹp.

Nordland nằm dọc theo bờ biển phía tây bắc của bán đảo Scandinavia ở miền Bắc Na Uy. Do khoảng cách lớn đến các khu vực đông dân cư của châu Âu, đây là một trong những khu vực bị ô nhiễm ít nhất ở châu Âu. Nordland mở rộng khoảng 500 km từ Trøndelag đến Troms. Khoảng cách bằng đường bộ từ Bindal ở phía nam xa của hạt đến Andenes trên mũi phía bắc là khoảng 800 km. Nordland có một bờ biển gồ ghề, với nhiều vịnh hẹp. Từ phía nam đến bắc, vịnh hẹp chính là Bindalsfjord, vịnh Vefsnfjord, vịnh Ranfjord, vịnh Saltfjord-Skjerstadfjord, Folda, vịnh Tysfjord, vịnh Ofotfjord (vịnh dài nhất) và vịnh Andfjord, được chia sẻ với hạt Troms. Nổi tiếng nhất có lẽ là Vestfjorden, không thực sự là một vịnh hẹp, mà là một dải biển rộng mở giữa nhóm đảo Lofoten và đất liền. Eo biển Raftsundet, với nhánh Trollfjord nổi tiếng, là đường thủy ngắn nhất nối Lofoten và Vesterålen. Các thềm lục địa là rất hẹp phía tây của Andenes, không nơi nào khác ở Na Uy là đại dương sâu chỉ có một vài cây số từ bờ. Saltstraumen xoáy nước chỉ là phía đông nam của Bodø, và Moskenstraumen nằm ở phía nam Lofoten.

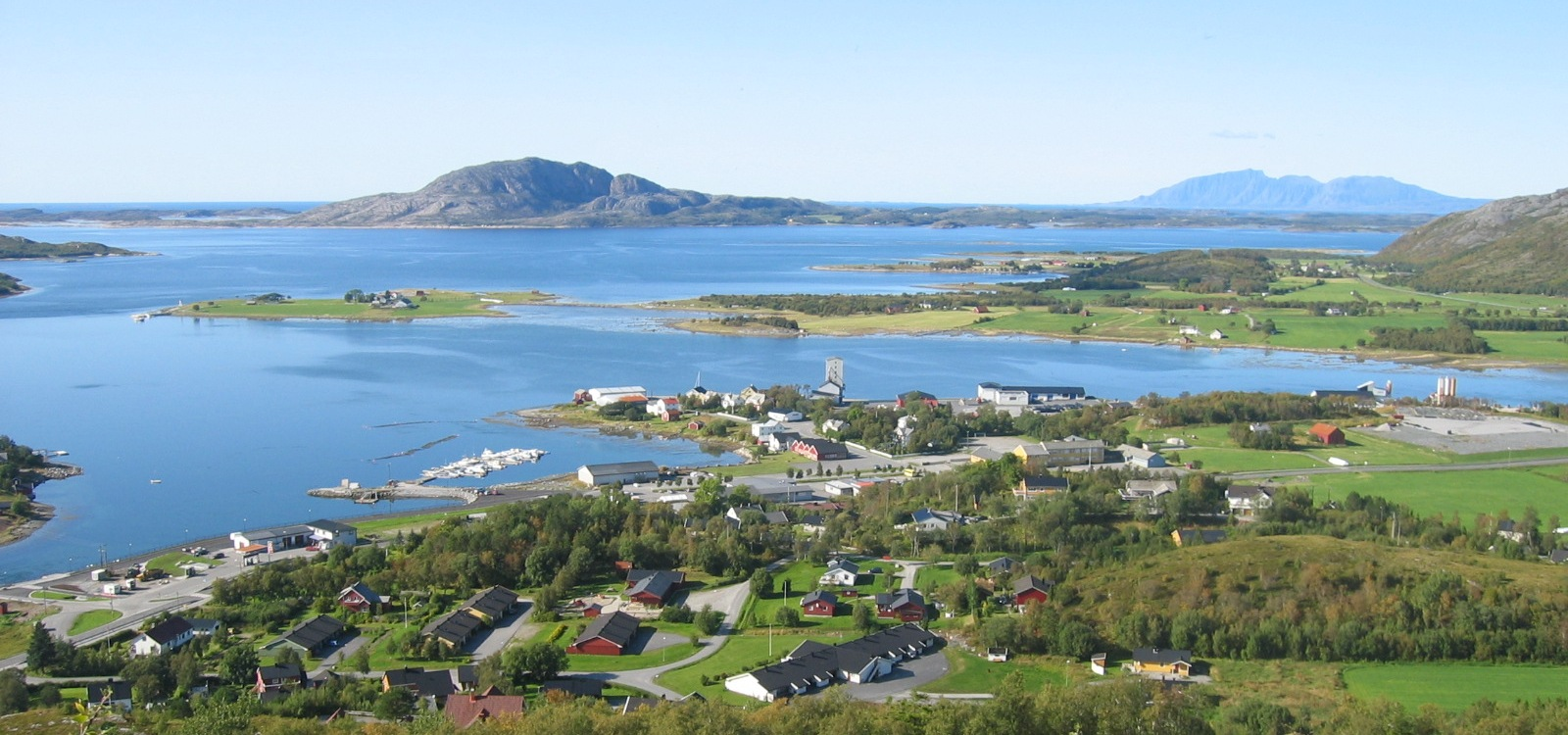
Phần lớn dân số nằm ở vùng đất thấp Strandflaten. Berg ở Sømna.

## Các đô thị
Hạt Nordland có 44 khu tự quản (không bao gồm Jan Mayen):
1. Alstahaug
2. Andøy
3. Ballangen
4. Beiarn
5. Bindal
6. Bø
7. Bodø
8. Brønnøy
9. Dønna
10. Evenes
11. Fauske
12. Flakstad
13. Gildeskål
14. Grane
15. Hadsel
16. Hamarøy
17. Hattfjelldal
18. Hemnes
19. Herøy
20. Leirfjord
21. Lødingen
22. Lurøy
23. Meløy
24. Moskenes
25. Narvik
26. Nesna
27. Øksnes
28. Rana
29. Rødøy
30. Røst
31. Saltdal
32. Sømna
33. Sørfold
34. Sortland
35. Steigen
36. Tjeldsund
37. Træna
38. Tysfjord
39. Værøy
40. Vågan
41. Vefsn
42. Vega
43. Vestvågøy
44. Vevelstad